# All-Star Game de la NBA 2007
El All-Star Weekend de la NBA del 2007 se disputó en la ciudad de Las Vegas durante el fin de semana del 16 al 18 de febrero de 2007.
El viernes se disputó el partido de los Rookies y los Sophomores con victoria para estos últimos.
El sábado se disputaron los concurso de habilidades, mates y triples así como el Shooting Stars. El domingo se disputó el partido de las estrellas entre el Este y el Oeste con victoria también para estos últimos.

## Viernes

### Rookie Challenge
- Rookies 114-155 Sophomores

| Rookies | Rookies | Rookies                   | Rookies         | Rookies                |
| Pos.    | N.º     | País                      | Jugador         | Equipo                 |
| ------- | ------- | ------------------------- | --------------- | ---------------------- |
| AP      | 7       | Bandera de Italia         | Andrea Bargnani | Toronto Raptors        |
| B       | 5       | Bandera de Estados Unidos | Jordan Farmar   | L.A. Lakers            |
| E       | 4       | Bandera de Estados Unidos | Randy Foye      | Minnesota Timberwolves |
| A-AP    | 15      | Bandera de España         | Jorge Garbajosa | Toronto Raptors        |
| A       | 22      | Bandera de Estados Unidos | Rudy Gay        | Memphis Grizzlies      |
| AP      | 24      | Bandera de Estados Unidos | Paul Millsap    | Utah Jazz              |
| A       | 35      | Bandera de Estados Unidos | Adam Morrison   | Charlotte Bobcats      |
| B-E     | 7       | Bandera de Estados Unidos | Brandon Roy     | Portland Trail Blazers |
| E       | 1       | Bandera de Estados Unidos | Marcus Williams | New Jersey Nets        |

| Sophomores | Sophomores | Sophomores                | Sophomores     | Sophomores            |
| Pos.       | N.º        | País                      | Jugador        | Equipo                |
| ---------- | ---------- | ------------------------- | -------------- | --------------------- |
| P          | 6          | Bandera de Australia      | Andrew Bogut   | Milwaukee Bucks       |
| P          | 17         | Bandera de Estados Unidos | Andrew Bynum   | Los Angeles Lakers    |
| G          | 8          | Bandera de Estados Unidos | Monta Ellis    | Golden State Warriors |
| B          | 20         | Bandera de Estados Unidos | Raymond Felton | Charlotte Bobcats     |
| A          | 33         | Bandera de Estados Unidos | Danny Granger  | Indiana Pacers        |
| B          | 2          | Bandera de Estados Unidos | Luther Head    | Houston Rockets       |
| A          | 42         | Bandera de Estados Unidos | David Lee      | New York Knicks       |
| B          | 3          | Bandera de Estados Unidos | Chris Paul     | New Orleans Hornets   |
| B          | 8          | Bandera de Estados Unidos | Deron Williams | Utah Jazz             |

- MVP del partido: David Lee

## Sábado

### Shooting Stars
- San Antonio Spurs (Tony Parker, Kendra Vecker y George Gervin)
- Chicago Bulls (Ben Gordon, Candice Dupree y Scottie Pippen)
- Detroit Pistons (Chauncey Billups, Swin Cash y Bill Laimbeer)
- Los Angeles Lakers (Lamar Odom, Temeka Jonson y Michael Cooper)

- VENCEDOR: Detroit Pistons

### Concurso de Habilidad
- Kobe Bryant (Los Angeles Lakers)
- LeBron James (Cleveland Cavaliers)
- Chris Paul (New Orleans Hornets)
- Dwyane Wade (Miami Heat)

- VENCEDOR: Dwyane Wade

### Concurso de Triples
- Dirk Nowitzki (Dallas Mavericks)
- Gilbert Arenas (Washington Wizards)
- Damon Jones (Cleveland Cavaliers)
- Jason Kapono (Miami Heat)
- Mike Miller (Memphis Grizzlies)
- Jason Terry (Dallas Mavericks)

- VENCEDOR: Jason Kapono

### Concurso de Mates
| Jugador                  | 1.ª ronda | Finales |
| ------------------------ | --------- | ------- |
| Gerald Green (Minnesota) | 95        | 91      |
| Nate Robinson (New York) | 90        | 80      |
| Dwight Howard (Orlando)  | 85        |         |
| Tyrus Thomas (Chicago)   | 80        |         |

## Domingo

### All-Star Game
- Conferencia Este 132-153 Conferencia Oeste

| Conferencia Este | Conferencia Este | Conferencia Este          | Conferencia Este | Conferencia Este    |
| Pos.             | N.º              | País                      | Jugador          | Equipo              |
| ---------------- | ---------------- | ------------------------- | ---------------- | ------------------- |
| A                | 23               | Bandera de Estados Unidos | LeBron James     | Cleveland Cavaliers |
| AP               | 4                | Bandera de Estados Unidos | Chris Bosh       | Toronto Raptors     |
| P                | 32               | Bandera de Estados Unidos | Shaquille O'Neal | Miami Heat          |
| E                | 3                | Bandera de Estados Unidos | Dwyane Wade      | Miami Heat          |
| B                | 0                | Bandera de Estados Unidos | Gilbert Arenas   | Washington Wizards  |
| B                | 1                | Bandera de Estados Unidos | Chauncey Billups | Detroit Pistons     |
| A                | 3                | Bandera de Estados Unidos | Caron Butler     | Washington Wizards  |
| E-A              | 15               | Bandera de Estados Unidos | Vince Carter     | New Jersey Nets     |
| E                | 32               | Bandera de Estados Unidos | Richard Hamilton | Detroit Pistons     |
| P                | 12               | Bandera de Estados Unidos | Dwight Howard    | Orlando Magic       |
| E-A              | 2                | Bandera de Estados Unidos | Joe Johnson      | Atlanta Hawks       |
| AP               | 7                | Bandera de Estados Unidos | Jermaine O'Neal  | Indiana Pacers      |

| Conferencia Oeste | Conferencia Oeste | Conferencia Oeste                               | Conferencia Oeste | Conferencia Oeste      |
| Pos.              | N.º               | País                                            | Jugador           | Equipo                 |
| ----------------- | ----------------- | ----------------------------------------------- | ----------------- | ---------------------- |
| AP                | 21                | Bandera de Estados Unidos                       | Kevin Garnett     | Minnesota Timberwolves |
| AP-P              | 21                | Bandera de Islas Vírgenes de los Estados Unidos | Tim Duncan        | San Antonio Spurs      |
| A                 | 5                 | Bandera de Estados Unidos                       | Josh Howard       | Dallas Mavericks       |
| E                 | 24                | Bandera de Estados Unidos                       | Kobe Bryant       | Los Angeles Lakers     |
| E-A               | 1                 | Bandera de Estados Unidos                       | Tracy McGrady     | Houston Rockets        |
| A                 | 15                | Bandera de Estados Unidos                       | Carmelo Anthony   | Denver Nuggets         |
| E                 | 34                | Bandera de Estados Unidos                       | Ray Allen         | Seattle SuperSonics    |
| A                 | 31                | Bandera de Estados Unidos                       | Shawn Marion      | Phoenix Suns           |
| P                 | 13                | Bandera de Turquía                              | Mehmet Okur       | Utah Jazz              |
| A/AP              | 41                | Bandera de Alemania                             | Dirk Nowitzki     | Dallas Mavericks       |
| B                 | 9                 | Bandera de Francia                              | Tony Parker       | San Antonio Spurs      |
| P                 | 1                 | Bandera de Estados Unidos                       | Amar'e Stoudemire | Phoenix Suns           |

#### Ficha del partido
| 18 de febrero, 20:00 (UTC-4) | Oeste                                                             | 153–132              | Este                                                                              | Las Vegas                                                      |  |
|                              | Parciales: 27 - 16, 22 - 19, 32 - 12, 26 - 25                     |                      |                                                                                   |                                                                |  |
|                              | Estadísticas Kobe Bryant, 31 Carmelo Anthony, 9 Tracy McGrady, 11 | Reporte Pts Reb Asts | Estadísticas LeBron James, 28 Dwight Howard, 12 LeBron James, Chauncey Billups, 6 | Pabellón: Thomas & Mack Center Asistencia: 15.694 espectadores |  |

- MVP del Partido: Kobe Bryant

- Datos: Q1959920
- Multimedia: 2007 NBA All-Star Game / Q1959920